# ТВД-10
ТВД-10 — турбогвинтовий двигун, розроблений Омським моторобудівним конструкторським бюро у 1960-х роках.

## Історія розробки
Розробка двигуна ТВД-10 розпочалася в 1965. Наказом МАП СРСР № 299 від 01.06.1965 р. Омському моторобудівному конструкторському бюро (ОМКБ) доручається створення турбогвинтового двигуна ТВД-10 злітною потужністю 940 к.с. для літака Бе-30 розробки ТАНТК ім. Берієва. Літак призначався для місцевих пасажирських авіаліній. З 1969 року починається серійне виробництво двигунів ТВД-10. З 1992 капітальний ремонт двигуна проводиться на ОМКБ. ТВД-10 працює на авіаційному гасі марок Т-1, ТС-1, РТ.

## Конструкція
ТВД-10 складається із наступних вузлів:
- 7-ми ступеневий компресор (6 осьових ступенів і один відцентровий);
- Кільцева камера згоряння з обертовою форсункою;
- 2-ступінчаста осьова турбіна;
- Вільна турбіна (одноступенева осьова);
- Швидкохідний редуктор
- Редуктор гвинта;
- Коробка літакових агрегатів;
- Коробка агрегатів двигуна;

## Модифікації
- ТВД-10 — базова модель, використовувалась на літаках Бе-30;
- ТВД-10Б — використовувався на літаках Ан-28;
- ТВД-10М — використовувався на катерах на повітряній подушці «Скат»;
- ДСУ-10 — допоміжна силова установка на Іл-86 та Іл-96